# Чернышов, Андрей Викторович
Андре́й Ви́кторович Чернышо́в (25 ноября 1977, Средняя Матрёнка, Липецкая область, СССР) — российский марафонец и бегун на длинные дистанции. Чемпион России по марафону 2006. Мастер спорта России.

## Достижения
Победитель (2006) и призёр (2001, 2004, 2005, 2007) чемпионатов России по марафонскому бегу. Бронзовый призёр чемпионата России по полумарафону (2005)
Бронзовый призёр марафона во французском Гавре 2001 года с результатом 2:18.23.
Серебряный призёр марафона в Касабланке 2002 года с результатом 2:15.32.
Бронзовый призёр марафона в Марракеше 2003 года с личным рекордом 2:13.47.
После победы на чемпионате России в 2006 году завоевал право выступить на чемпионате Европы в шведском Гётеборге, на котором занял 32-е место в итоговом протоколе (2:23.23).
Победитель международных марафонов в Монако и во Франции.

## Основные результаты
| Год  | Турнир                                                             | Место проведения        | Дисциплина  | Место | Результат |
| ---- | ------------------------------------------------------------------ | ----------------------- | ----------- | ----- | --------- |
| 2000 | Чемпионат России                                                   | Тула, Россия            | 10 000 м    | 18-е  | 30.12,22  |
| 2000 | Чемпионат России по марафону                                       | Москва, Россия          | Марафон     | 13-е  | 2:24.20   |
| 2001 | Чемпионат России по марафону                                       | Москва, Россия          | Марафон     | 2-е   | 2:18.39   |
| 2001 | Международный марафон в Гавре                                      | Гавр, Франция           | Марафон     | 3-е   | 2:18.23   |
| 2002 | Международный марафон в Касабланке                                 | Касабланка, Марокко     | Марафон     | 2-е   | 2:15.32   |
| 2002 | Чемпионат России по марафону                                       | Москва, Россия          | Марафон     | 63-е  | 2:51.55   |
| 2002 | Пробег Пушкин — Санкт-Петербург                                    | Санкт-Петербург, Россия | 30 км       | 4-е   | 1:33.36   |
| 2003 | Международный марафон в Марракеше                                  | Марракеш, Марокко       | Марафон     | 3-е   | 2:13.47   |
| 2003 | Пробег Пушкин — Санкт-Петербург — Чемпионат России в беге на 30 км | Санкт-Петербург, Россия | 30 км       | 10-е  | 1:37.05   |
| 2003 | Международный марафон в Гавре                                      | Гавр, Франция           | Марафон     | 1-е   | 2:26.35   |
| 2004 | Чемпионат России по марафону                                       | Москва, Россия          | Марафон     | 3-е   | 2:18.25   |
| 2004 | Пробег в Булонь-сюр-Мере                                           | Булонь-сюр-Мер, Франция | 10 км       | 2-е   | 29.43     |
| 2004 | Чемпионат России в беге на 15 км по шоссе                          | Москва, Россия          | 15 км       | 4-е   | 45.56     |
| 2004 | Московский международный марафон мира                              | Москва, Россия          | Марафон     | 10-е  | 2:33.13   |
| 2005 | Чемпионат России по марафону                                       | Москва, Россия          | Марафон     | 2-е   | 2:18.07   |
| 2005 | Чемпионат России по полумарафону                                   | Саранск, Россия         | Полумарафон | 3-е   | 1:06.51   |
| 2006 | Чемпионат России по марафону                                       | Саранск, Россия         | Марафон     | 1-е   | 2:14.59   |
| 2006 | Чемпионат Европы                                                   | Гётеборг, Швеция        | Марафон     | 32-е  | 2:23.23   |
| 2007 | Чемпионат России в помещении                                       | Волгоград, Россия       | 5000 м      | 9-е   | 14.23,45  |
| 2007 | Чемпионат России по марафону                                       | Чебоксары, Россия       | Марафон     | 3-е   | 2:19.20   |
| 2007 | Чемпионат России по бегу на 10 000 м                               | Жуковский, Россия       | 10 000 м    | 12-е  | 29.34,54  |
| 2008 | Чемпионат России по марафону                                       | Саранск, Россия         | Марафон     | —     | сошёл     |
| 2008 | Чемпионат России по полумарафону                                   | Новосибирск, Россия     | Полумарафон | 10-е  | 1:07.08   |
| 2009 | Чемпионат России по марафону                                       | Саранск, Россия         | Марафон     | —     | сошёл     |
| 2009 | Чемпионат России по полумарафону                                   | Чебоксары, Россия       | Полумарафон | 14-е  | 1:11.09   |
| 2009 | Московский международный марафон мира                              | Москва, Россия          | Марафон     | 10-е  | 2:31.15   |